# From This Moment On (альбом Дайаны Кролл)
| Совокупная оценка                    | Совокупная оценка |
| Источник                             | Оценка            |
| ------------------------------------ | ----------------- |
| Metacritic                           | 66/100            |
| Оценки критиков                      |                   |
| Источник                             | Оценка            |
| AllMusic                             | [ 2 ]             |
| Entertainment Weekly                 | B+                |
| The Guardian                         | [ 4 ]             |
| Tom Hull                             | A−                |
| The Scotsman                         | [ 6 ]             |
| The Penguin Guide to Jazz Recordings | [ 7 ]             |

From This Moment On — девятый студийный альбом канадской певицы Дайаны Кролл, вышедший 19 сентября 2006 года на лейбле Verve Records. Альбом дебютировал на вершине канадского чарта альбомов, став третьим подряд альбомом Кролл, занявшим первое место. Альбом был номинирован на премию «Грэмми» 2007 года в категории «Лучший джазовый вокальный альбом».

## Об альбоме
Альбом получил положительные отзывы музыкальных критиков.
Кристофер Лаудон из JazzTimes написал: «Никогда прежде ни её вокал, ни её игра не вызывали такого глубокого удовлетворения и лёгкой уверенности в себе. Ни один из предыдущих сборников стандартов Кролл не демонстрировал такой потрясающей стилистической широты». Джон Фордхэм из The Guardian заявил, что «From This Moment On полон стильного исполнения, но это знакомая территория для Кралл и её поклонников».
Дэвид Уас из NPR отметил, что «Дайана Кролл — бесспорная суперзвезда среди певиц с джазовым уклоном последнего десятилетия, и её новый альбом на Verve, From This Moment On — в основном стандарты в аранжировках биг-бэндов — является возвращением к её привычной форме». Джейн Корнуэлл из Jazzwise добавила: «Мастерство Кролл как пианистки никогда не вызывало сомнений, но здесь её голос кажется богаче, фразировка естественнее, а синхронность очень часто вдохновляет — особенно в неторопливой, скороспелой версии „Isn’t It A Lovely Day“ Ирвинга Берлина. Однако именно ансамблевая игра действительно выделяет этот альбом как хороший — задумчивая гитара Энтони Уилсона в „Exactly Like You“, соло трубы Террелла Стаффорда в „Isn’t This…“, музыкальное сопереживание на протяжении всего альбома. Конечно, было бы неплохо иметь больше оригинальных произведений Кролл. Но на данный момент это лучший альбом».
Диск возглавил джазовый чарт в США (№ 1 в Billboard Jazz), достиг № 1 в Канаде и № 7 в Billboard 200.

## Список композиций
| №   | Название                                                | Автор(ы)                                              | Длительность |
| --- | ------------------------------------------------------- | ----------------------------------------------------- | ------------ |
| 1.  | «It Could Happen to You»                                | Jimmy Van Heusen Johnny Burke                         | 3:29         |
| 2.  | «Isn't This a Lovely Day»                               | Irving Berlin                                         | 6:07         |
| 3.  | «How Insensitive»                                       | Antônio Carlos Jobim Vinicius de Moraes Norman Gimbel | 5:20         |
| 4.  | «Exactly Like You»                                      | Jimmy McHugh Dorothy Fields                           | 3:03         |
| 5.  | «From This Moment On»                                   | Cole Porter                                           | 3:24         |
| 6.  | «I Was Doing All Right»                                 | George Gershwin Ira Gershwin                          | 5:11         |
| 7.  | «Little Girl Blue»                                      | Richard Rodgers Lorenz Hart                           | 5:38         |
| 8.  | «Day In Day Out»                                        | Rube Bloom Johnny Mercer                              | 3:59         |
| 9.  | «Willow Weep for Me»                                    | Ann Ronell                                            | 5:38         |
| 10. | «Come Dance with Me»                                    | Van Heusen Sammy Cahn                                 | 4:23         |
| 11. | «It Was a Beautiful Day in August/You Can Depend on Me» | Ray Brown Charles Carpenter Louis Dunlap Earl Hines   | 5:17         |

| №   | Название                         | Автор(ы)              | Длительность |
| --- | -------------------------------- | --------------------- | ------------ |
| 12. | «The Boulevard of Broken Dreams» | Al Dubin Harry Warren | 5:35         |

| №   | Название          | Автор(ы)            | Длительность |
| --- | ----------------- | ------------------- | ------------ |
| 12. | «My Shining Hour» | Harold Arlen Mercer | 4:31         |

| №   | Название                 | Автор(ы) | Длительность |
| --- | ------------------------ | -------- | ------------ |
| 12. | «Something's Gotta Give» | Mercer   | 2:50         |

## Позиции в чартах
| Чарт (2006)                             | Высшая позиция |
| --------------------------------------- | -------------- |
| Австралия (ARIA)                        | 28             |
| Австралия Jazz & Blues Albums (ARIA)    | 1              |
| Австрия (Ö3 Austria)                    | 15             |
| Бельгия/Фландрия (Ultratop)             | 14             |
| Бельгия/Валлония (Ultratop)             | 10             |
| Канада (Canadian Albums Chart)          | 1              |
| Чехия (ČNS IFPI)                        | 35             |
| Дания (Hitlisten)                       | 15             |
| Нидерланды (Album Top 100)              | 16             |
| Европа European Albums (Billboard)      | 4              |
| Франция (SNEP)                          | 6              |
| Германия (Offizielle Top 100)           | 16             |
| Греция (IFPI)                           | 10             |
| Венгрия (MAHASZ)                        | 4              |
| Италия (Classifica album)               | 8              |
| Япония (Oricon)                         | 34             |
| Новая Зеландия (RMNZ)                   | 17             |
| Норвегия (VG-lista)                     | 17             |
| Польша (ZPAV)                           | 4              |
| Португалия (AFP)                        | 4              |
| Шотландия (Scottish Albums Chart)       | 50             |
| Испания (PROMUSICAE)                    | 8              |
| Швеция (Sverigetopplistan)              | 5              |
| Швеция Jazz Albums (Sverigetopplistan)  | 1              |
| Швейцария (Schweizer Hitparade)         | 15             |
| Великобритания (UK Albums Chart)        | 29             |
| 1                                       |                |
| США (Billboard 200)                     | 7              |
| США (Billboard Top Jazz Albums)         | 1              |
| США Traditional Jazz Albums (Billboard) | 1              |

## Сертификации
| Регион | Сертификация  | Продажи  |
| --- | ------------- | -------- |
| Канада (Music Canada) | 2× Платиновый | 200 000^ |
| Венгрия (Mahasz) | Золотой       | 3000^    |
| Польша (ZPAV) | Платиновый    | 20 000*  |
| Португалия (AFP) | Золотой       | 10 000^  |
| Россия (NFPF) | Золотой       | 10 000*  |
| Испания (PROMUSICAE) | Золотой       | 40 000^  |
| * Данные о продажах приведены только на основе сертификации. ^ Данные о тиражах приведены только на основе сертификации. |               |          |